# Coccinia barteri
Coccinia barteri là một loài thực vật có hoa trong họ Cucurbitaceae. Loài này được (Hook.f.) Keay mô tả khoa học đầu tiên năm 1953.